# دوري آيسلندا الممتاز 1963
دوري آيسلندا الممتاز 1963 (بالآيسلندية: 1. deild karla í knattspyrnu 1963) هو الموسم 52 من  دوري آيسلندا الممتاز. أقيم خلال الفترة 23 مايو 1963 وحتى 25 أغسطس 1963، وكان عدد الأندية المشاركة فيه  6، وفاز فيه ناتدبيرنوفيلاغ ريكيافيكور.